# Build Bright United
Maillots
Le Build Bright United Football Club, plus couramment abrégé en Build Bright United, est un ancien club cambodgien de football fondé en 2007 et disparu en 2016, et basé à Phnom Penh, la capitale du pays.
Le club évolue actuellement dans la C-League.

## Historique
- ??? : Fondation du club sous le nom de Build Bright University
- 2008 : Le club est renommé Build Bright United

## Palmarès
| Compétitions nationales                 |
| --------------------------------------- |
| - Coupe du Cambodge - Finaliste : 2011. |

## Entraîneurs du club
- Bun Pichmony